# Hadena xanthophoba
Hadena xanthophoba là một loài bướm đêm trong họ Noctuidae.